# Подорож в інше місто
Подорож в інше місто (рос. Путешествие в другой город) — радянський художній фільм 1979 року, знятий на кіностудії «Ленфільм».

## Сюжет
Випадково зустрілися двоє немолодих людей — телефоністка готелю Ліна та головний інженер будуправління Кириллов, який приїхав у службових справах з Ленінграда в одне з провінційних міст країни. За плечима у кожного — невдачі в сімейному житті. Щире почуття зблизило двох самотніх людей, допомогло по-новому побачити оточуючих. Їм вже за сорок. Обидва самотні. Випадково зустрівшись і полюбивши один одного, вони так і не стали щасливими.

## У ролях
- Кирило Лавров — Сергій Гнатович Кириллов, голова приймальної комісії будівельних об'єктів
- Ірина Купченко — Ліна (Капітоліна), телефоністка — «третя»
- Михайло Погоржельський — Михайло Боніфаційович Хмельницький, полковник у відставці, на громадянці начальник будівництва
- Віктор Проскурін — Герман Миколайович Рєпін, проектант
- Михайло Єзепов — Овсянников, філософ «Піфагор»
- Віталій Юшков — Бєглов, інженер, представник авторського нагляду
- Тетяна Пилецька — Кіра, колишня дружина Кириллова, мати Наташі
- Олена Кондулайнен — Наталка, 19-річна дочка Кириллова
- Ігор Горбачов — Іван Якович, член контрольно-ревізійної комісії
- Ігор Дмитрієв — Костя, друг Кириллова
- Дмитро Кривцов — Діма, інженер, наречений Наташі
- Віталій Комков — епізод
- Людмила Ксенофонтова — перехожа
- Віра Кузнецова — Олена Францівна, старенька на лавці біля під'їзду, де живе Ліна
- Олександр Ліпов — виробничник
- Любов Малиновська — адміністратор готелю
- Олена Ставрогіна — секретарка в приймальні у Кириллова
- Микола Ситін — майстер-монтажник, який працює на об'єкті, що будується
- Микола Федорцов — виробничник
- Євген Шапіро — Борис Олександрович Малінін, художник-мариніст з молодою дружиною на дні народження Наташі
- Петро Шелохонов — Федір Іларіонович, член комісії на прийманні будівельного об'єкта
- Мілена Тонтегоде — Малініна, молода дружина художника-мариніста
- Наталія Дмитрієва — гостя на дні народження Наташі
- Володимир Труханов — управлінець на здачі будівельного об'єкта

## Знімальна група
- Режисер — Віктор Трегубович
- Сценарист — Анатолій Гребнєв
- Оператор — Дмитро Месхієв
- Композитор — Олександр Колкер
- Художник — Грачья Мекінян